# Die Tat der Thérèse Desqueyroux

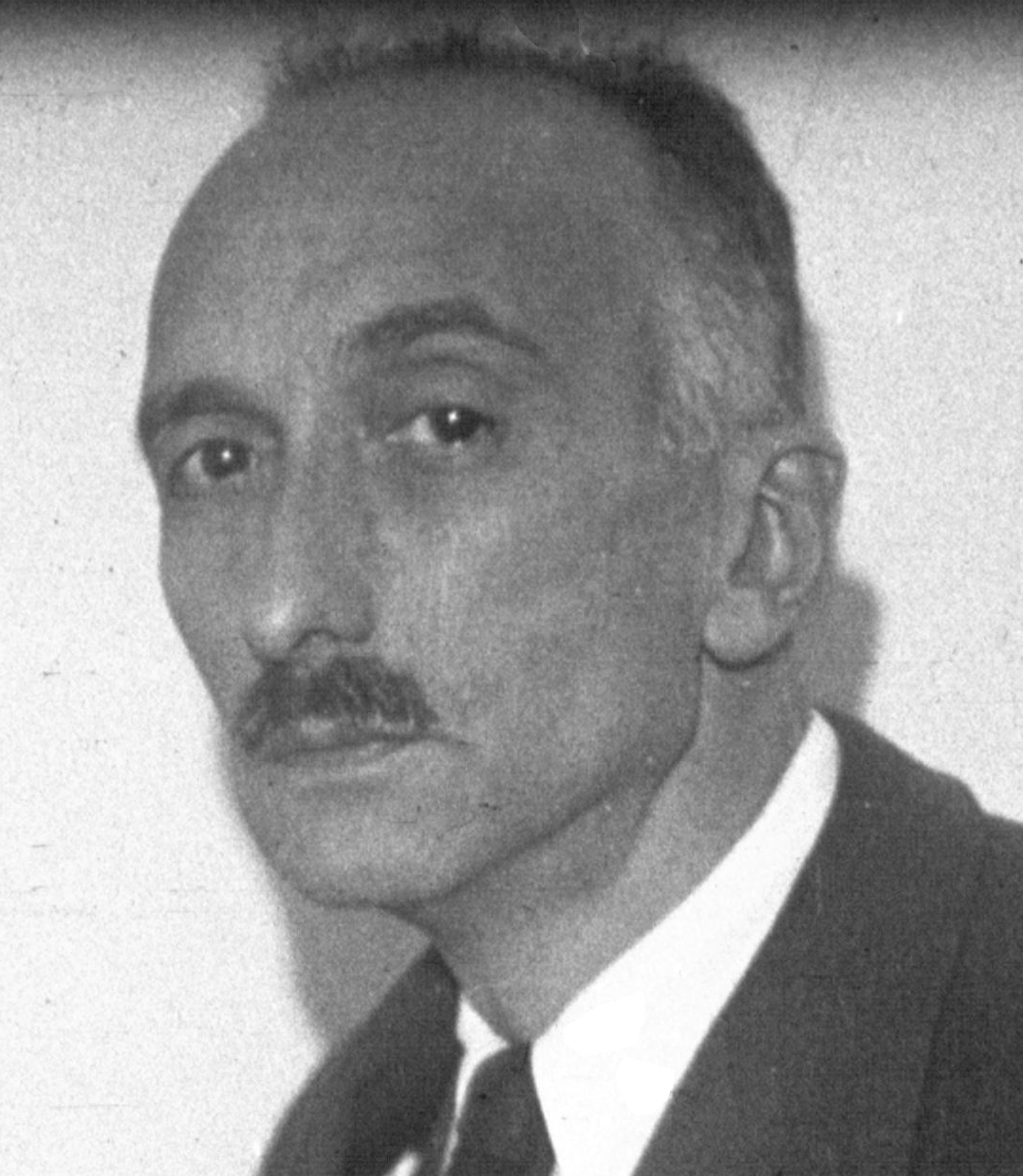
Der Autor François Mauriac 1933

Die Tat der Thérèse Desqueyroux (Originaltitel: Thérèse Desqueyroux (teʁɛz deskeʁuː)) ist ein Roman des französischen Schriftstellers und Literaturnobelpreisträgers François Mauriac aus dem Jahr 1927.

## Inhalt
Der Roman spielt in Landes de Gascogne, einem dünn besiedelten Gebiet im Südwesten Frankreichs, welches größtenteils mit Kiefernwäldern bedeckt ist. Am Anfang des Romans wird eine Gerichtsverhandlung abgewiesen. Die Erzählerin Thérèse wurde wegen versuchten Mordes an ihrem Ehemannes Bernard mittels einer Überdosis Fowlersche Lösung angeklagt. Trotz stichhaltiger Beweise gegen sie, einschließlich der von ihr gefälschten Rezepte, wurde der Fall eingestellt. Die Familie versuchte erfolgreich, einen Skandal zu verhindern und selbst ihr Ehemann Bernard bezeugte ihre Unschuld. Auf der Heimreise reflektiert Thérèse ausführlich ihr bisheriges Leben. Sie hatte gesehen, dass ihr Ehemann versehentlich eine Überdosis genommen hat. Sie versucht zu begreifen, was sie dazu gebracht hat ihren Ehemann daraufhin endgültig zu vergiften. Sie schlägt vor, dass ihre Handlungen auf dem kontinuierlichen Anstieg des gesellschaftlichen Drucks herrührt. Dieser wurde hervorgerufen von Mutterschaft, Ehe und vom erdrückenden Leben einer Frau eines katholischen Landbesitzers im ländlichen Frankreich der 1920er Jahre. Weder Thérèse noch der Erzähler geben eine Erklärung für ihr Verhalten.
Thérèse geht davon aus, dass sie in der Lage sein wird, ihren Mann zu verlassen. Stattdessen kündigt ihr Bernard an, dass sie im Familienhaus an einem abgelegenen Ort in einem Pinienwald in Argelouse wohnen soll. Er isoliert sie dort und gibt an, dass sie unter nervösen Beschwerden leidet. Er zeigt sich gelegentlich in der Öffentlichkeit mit ihr, um jeden Klatsch zu vermeiden. Seine Sorge ist, dass die bevorstehende Hochzeit seiner jüngeren Schwester Anne mit einem von der Familie anerkannten Bewerber durch einen Skandal verhindert wird. Er erlaubt Thérèse keine andere Gesellschaft als unsympathische Diener und hält ihre Tochter von ihr fern. Er droht ihr, wenn sie nicht kooperiert, sie für die Vergiftung ins Gefängnis zu schicken. Thérèse lebt hauptsächlich von Wein und Zigaretten und fällt in eine Art passiver Benommenheit. Als sie zu einer Dinnerparty für Anne, ihren Verlobten und seine Familie eingeladen wird, erscheint sie dort. Ihre ausgemergelte Erscheinung erschreckt die Gäste. Bernard erkennt, dass der Skandal niemals völlig vergessen sein wird, es sei denn, Thérèse verschwindet ohne weiteres Aufsehen. Er verspricht ihr, sie dürfe nach Annes Hochzeit gehen und zieht zu ihr nach Argelouse. Angeblich will er dort ihre Genesung überwachen. Nach Annes Hochzeit nimmt er Thérèse mit nach Paris. Dort verabschiedet er sich von ihr. Es wird keine offizielle Trennung und keine Scheidung geben. Sie hat seine Erlaubnis, ihr Leben weiter zu leben. Sie kann gehen.

## Analyse
Das Buch zeichnet sich durch einige ungewöhnliche strukturelle Besonderheiten aus. Ein langer innerer Monolog wechselt oft die Perspektive und offenbart die Gedanken mehrerer Charaktere. Die überwiegende Mehrheit der Charaktere im Buch wird als ziemlich unangenehme Menschen dargestellt. Thérèses Vater entpuppt sich als ein gefühlloser Frauenfeind, der sich mehr um den Schutz seiner politischen Karriere als um die Pflege seiner Tochter kümmert. Bernard wird als emotional unzugänglicher Mann dargestellt, der ausschließlich für die Jagd lebt und von den Bedürfnissen seiner Familie besessen ist. Wie in vielen Arbeiten von Mauriac bedeutet physische Unvollkommenheit zugleich moralisches Elend. Die meisten Charaktere haben eine Art körperlicher Fehler. Beschreibungen wie „harte schwarze Nägel“, „kurze Bogenbeine“ und „fetter kleiner Hippolitus“ skizzieren verschiedene männliche Charaktere innerhalb der ersten Kapitel.
Thérèse selbst ist stolz auf ihre Intelligenz und ihre selbstvertraute Weisheit. Sie scheint eine unerwiderte Schwärmerei für ihre ehemalige Freundin aus Kindertagen und Schwägerin Anne zu haben. Sie zerstörte einst einen Liebesbrief von Anne an einen jüdischen Mann vor Ort. Kritiker haben angedeutet, dass dies mit Mauriacs eigenen Kämpfen mit seiner Sexualität zu tun haben könnte.
Mauriac kommentierte die Struktur des Romans in einem Interview in The Paris Review im Jahr 1953. Mauriac: „... in Thérèse Desqueyroux verwendete ich einige Methoden, die aus den Stummfilmen kamen: Mangel an Vorbereitung, plötzliches Öffnen, Rückblenden. Sie waren neue Methoden, das war zu dieser Zeit neu und überraschend.“

## Fortsetzung
Der Charakter von Thérèse findet sich in anderen Werken von Mauriac wieder, darunter The End of the Night, Thérèse und der Doktor und Thérèse im Hotel.

## Inspiration
Im Jahr 1925 bat Mauriac seinen Bruder Pierre um Dokumente über den Prozess gegen Madame Canaby in Bordeaux aus dem Jahr 1906. Diese hatte versucht, ihren Ehemann zu vergiften. Im Fall des Mordversuchs wurde sie freigesprochen, aber wegen Urkunden- und Rezeptfälschung verurteilt.

## Literarische Bedeutung und Rezeption
Der Roman ist Mauriacs bekanntestes Werk und wurde 1952 in der Biographie, die seinen Nobel-Literaturpreis begleitete, als „herausragend“ bezeichnet. Am 3. Juni 1950 verlieh Le Figaro den „Grand Prix des meilleurs romans du demi-siècle“, einem prestigeträchtigen Literaturwettbewerb, bei dem die zwölf besten französischen Romane der ersten Hälfte des 20. Jahrhunderts ausgezeichnet wurden. Die Nominierungen wurden von einer angesehenen französischen Literaturjury unter dem Vorsitz von Colette bewertet, und die Gewinner wurden im folgenden Jahr in eine speziell illustrierte Sammlung veröffentlicht. 1999 wurde der Roman zum 35. Mal unter die 100 besten französischen Werke des 20. Jahrhunderts gewählt.
Mauriac bekam auch negative Kritiken. 1939 beschuldigte ihn Jean-Paul Sartre, seinen Charakteren den Freien Willen zu verweigern und ihnen, wie ein Gott, ihr Schicksale und moralische Urteile aufzuerlegen. Als Beispiel dafür nannte er die Figur der Thérèse Desqueyroux. Mauriac hatte kurz vorher Das Ende der Nacht veröffentlicht und in seinem Vorwort erklärt, dass er Thérèse „retten“ wolle. Dies veranlasste Sartre zu seiner Kritik.

## Verfilmungen

### Thérèse Desqueyroux

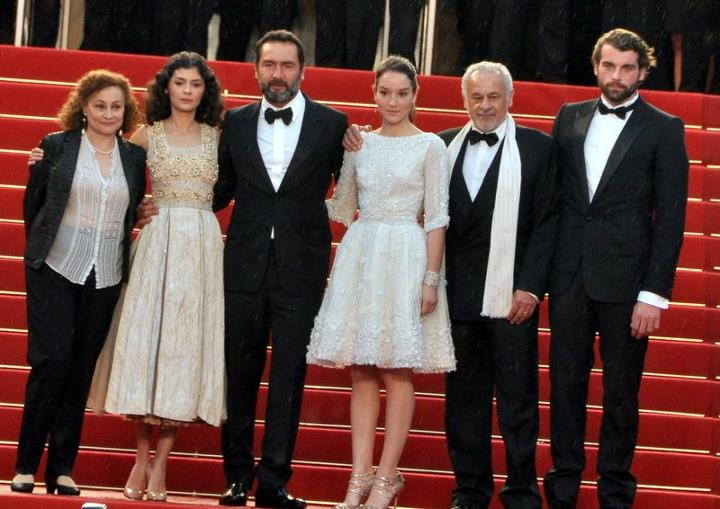
Filmcrew 2012 in Cannes

Der Roman wurde 1962 von Georges Franju als Die Tat der Therese D. verfilmt. Emmanuelle Riva übernahm die Rolle der Thérèse.
Unter der Regie von Claude Miller mit Audrey Tautou in der Hauptrolle wurde der Roman mit dem Titel Thérèse neu verfilmt. Drehbeginn war 2010. Die Uraufführung erfolgte 2012 bei den Filmfestspielen von Cannes.

### La fin de la nuit
1966 spielte Emmanuelle Riva die Rolle in dem Fernsehfilm La fin de la nuit unter der Regie von Albert Riéra erneut. 2015 erfolgte die Neuverfilmung unter der Regie von Lucas Belvaux. Diesmal übernahm Nicole Garcia die Rolle der Thérèse.